# Кяо Володимир Олександрович
Володимир Олександрович Кяо (18 січня 1924, місто Петроград, тепер Санкт-Петербург, Російська Федерація — 25 березня 1989, місто Таллінн, Естонія) — радянський естонський діяч, секретар ЦК КП Естонії, 1-й заступник голови Ради міністрів Естонської РСР. Член Бюро ЦК КП Естонії в 1978—1985 роках. Депутат Верховної ради Естонської РСР 6—10-го скликань.

## Життєпис
Народився в родині службовців — вихідців із Естонії: батько походив із Сааремаа, а мати із Пярнуми. У 1930 році родина переїхала до Москви, де в 1941 Володимир Кяо закінчив середню школу.
У 1941—1944 роках — студент Московського верстато-приладобудівного інституту, здобув спеціальність інженер-механік.
У 1944—1945 роках працював майстром, старшим майстром на заводі «Фрезер» міста Москви.
У 1946—1949 роках — начальник цеху, головний механік радіоелектронного заводу «Пунане РЕТ» у місті Таллінні.
У 1949—1951 роках — директор заводу «Кунстсарветехасед» у місті Таллінні.
Член ВКП(б) з 1950 року.
У 1951—1955 роках — директор машинобудівного заводу «Ільмаріне» в місті Таллінні.
У 1955—1956 роках — міністр текстильної промисловості Естонської РСР. У 1956–1957 роках — міністр легкої промисловості Естонської РСР.
У 1957–1965 роках — заступник, 1-й заступник голови Ради народного господарства Естонської РСР.
У 1965–1975 роках — міністр місцевої промисловості Естонської РСР.
У 1975 — серпні 1978 року — заступник голови Ради міністрів Естонської РСР.
29 серпня 1978 — 9 квітня 1983 року — секретар ЦК КП Естонії з питань промисловості.
У квітні 1983 — 1985 року — 1-й заступник голови Ради міністрів Естонської РСР.
З 1985 року — персональний пенсіонер союзного значення в місті Таллінні.
Помер 25 березня 1989 року. Похований 30 березня 1989 року на Лісовому цвинтарі Таллінна. 

## Нагороди
- орден Жовтневої Революції
- два ордени Трудового Червоного Прапора
- орден «Знак Пошани»
- медалі
- Заслужений працівник промисловості Естонської РСР